# Murat Hacıoğlu
Murat Hacıoğlu (ur. 10 czerwca 1979 w Ardeşen) – turecki piłkarz, reprezentant Turcji.
Jako junior grał w Ankaragücü. Profesjonalną karierę piłkarską rozpoczynał w tureckim klubie Şekerspor. Następnie występował w Bursaspor, Diyarbakırspor, Fenerbahçe SK, Konyaspor, Osmanlıspor, Kocaelispor, Denizlispor, Altay, Çaykur Rizespor, Gaziosmanpaşaspor i Sarıyer. Od 2014 gra w Etimesgut Belediyespor.
Występował w kadrze narodowej seniorów, rozegrał w niej 4 mecze.

## Sukcesy
- Fenerbahçe SK
  - Süper Lig: 2004-2005